# Нурбек Оралбай
Нурбек Оралбай Рахатули (каз. Нұрбек Оралбай Рахатұлы, 11 червня 2000) — казахський боксер, призер Олімпійських ігор, чемпіон світу серед аматорів.
Має брата-близнюка теж боксера Айбека.

## Аматорська кар'єра
2018 року став чемпіоном світу серед молоді.
На чемпіонаті світу 2021 здобув дві перемоги, а у чвертьфіналі програв Владіміру Мірончикову (Сербія).
На чемпіонаті Азії 2022 програв у другому бою Хусейну Ішаіш (Йорданія).
2023 року став чемпіоном світу.
- В 1/16 фіналу переміг Мурада Аллахвердієва (Азербайджан) — 5-0
- В 1/8 фіналу переміг Каана Айкуцуна (Туреччина) — 5-0
- У чвертьфіналі переміг Хусейна Ішаіш (Йорданія) — 5-0
- У півфіналі переміг Імама Хатаєва (Росія) — 4-1
- У фіналі переміг Тохтарбека Танатхана (Китай) — 4-1

На Азійських іграх 2022, що через пандемію коронавірусної хвороби пройшли 2023 року, програв у першому бою Тохтарбеку Танатхану.
У березні 2024 року на першому ліцензійному турнірі до Олімпійських ігор 2024 здобув чотири перемоги і кваліфікувався на Олімпійські ігри 2024.
На Олімпійських іграх 2024 завоював срібну медаль.
- В 1/8 фіналу переміг Каллума Піттерса (Австралія) — 3-2
- У чвертьфіналі переміг Мурада Аллахвердієва (Азербайджан) — 5-0
- У півфіналі переміг Крістіана Піналеса (Домініканська Республіка) — 3-2
- У фіналі програв Олександрові Хижняку (Україна) — 2-3